# Inverses Problem
Ein mathematisches Problem wird ein inverses Problem genannt, wenn man von einer beobachteten oder gewünschten Wirkung eines Systems auf die der Wirkung zugrunde liegende Ursache zurückschließen will. Inverse Probleme sind oft sehr schwierig oder manchmal gar nicht lösbar.

Das Gegenteil eines inversen Problems ist ein direktes Problem (teilweise auch Vorwärtsproblem genannt), bei dem man ausgehend von der bekannten Ursache die Wirkung des Systems ableiten möchte.
Man unterscheidet gut gestellte und schlecht gestellte inverse Probleme. Neben Fragen der mathematisch-physikalischen Stabilität ist oft auch jene der numerischen Stabilität (etwa bei großen Normalgleichungs-Systemen) zu beachten. Zur Verbesserung der numerischen Stabilität kommen Regularisierungsverfahren zum Einsatz.

## Erklärende Beispiele
Die Schwierigkeit von inversen Problemen kann man an einem Beispiel veranschaulichen:
- Ein Untersee-Boot befindet sich an einer Stelle A, definiert durch die Koordinaten x und y und eine Tiefe t (Koordinate z) im Meer.
- Der Antrieb sendet Schallwellen aus (Motoren- und Propellergeräusche).

Kennt man die Eigenschaften dieser Schallwellen (Stärke, Frequenz) und des übertragenden Mediums (Temperatur des Wassers), kann man leicht berechnen, wie laut ein Mikrofon an einer entfernten Stelle B das U-Boot hören kann. Das ist ein einfach zu lösendes, direktes Problem. Man schließt von der Ursache (Geräusch am Ort A) auf die Wirkung (akustisches Signal am Mikrofon am Ort B). Für die Ortung des U-Boots möchte man umgekehrt aus dem am Ort B gemessenen Geräusch wissen, wo und in welcher Tiefe sich das U-Boot befindet. Wichtig ist dann oft auch die Frage, um welche Art von U-Boot es sich handelt.
Dieses ist das zugehörige inverse Problem, bei dem man von der Wirkung auf die Ursache schließen möchte. Das Ortungsproblem ist ungleich schwieriger zu lösen. Hat man bei dem empfangenen Signal z. B. keine Informationen, aus welcher Richtung der Schall kommt, ist das Problem unlösbar. Rein geometrisch würden zwei Messpunkte nur für eine Lokalisierung der Koordinaten x und y genügen, wenn die Richtung bekannt ist. Bei drei Koordinaten – um auch die Tiefe zu ermitteln – wären also drei Messpunkte nötig. Damit könnte zugleich eine Lokalisierung erfolgen, wobei als zusätzlicher Faktor die noch unbekannte Geschwindigkeit des U-Bootes hinzukommt. Ferner ist nicht bekannt, mit welcher Leistung das U-Boot momentan fährt – also mit halber oder voller Kraft. Es fallen also im Laufe der Zeit eine Vielzahl von Daten an, die zu berücksichtigen sind. Der Schwierigkeitsgrad der Lösung nimmt mit der Zahl der Dimensionen zu.
Weitere Beispiele für inverse Probleme
1. Bei der Computertomografie möchte man aus den Messungen eines beim Durchstrahlen eines Körpers geschwächten Röntgenstrahls (Wirkung) auf den örtlichen Verlauf der Röntgen-Absorption im Körperinnern (Ursache) schließen. Viele inverse Probleme treten im Zusammenhang mit tomografischen Fragestellungen auf.
2. Aufnahmen astronomischer Objekte sind manchmal durch die Eigenschaften der Aufnahmegeräte oder durch die Brechung der Erdatmosphäre in ihrer Qualität herabgesetzt. Man kann von einem schlechten Bild (beobachtete Wirkung) nicht auf die Eigenschaften eines Objektes (Ursache) schließen und benötigt daher viele Aufnahmen für die gewünschten Erkenntnisse.
3. Aus den gemessenen Signalen eines Erdbebens (Wirkung) möchte man Eigenschaften des Erdinneren ableiten (Ursache des Bebens).
4. Aus Lotabweichungen oder Schwereanomalien soll auf die Massenverteilung im Erdinnern geschlossen werden (Umkehrproblem der Potentialtheorie)
5. Die spektralen Daten der IR-Spektroskopie oder Raman-Spektroskopie einer Mischung von Gasen oder Flüssigkeiten stellen eine Überlagerung der Spektren der im Gemisch enthaltenen reinen Komponenten dar. Bei Kenntnis der Reinstoffspektren möchte man aus den unterschiedlich intensiven Peaks im Gemischspektrum (Wirkung) auf die Konzentrationen (Ursache) der einzelnen Komponenten im Gemisch schließen.
6. Das Kalibrieren von Parametern finanzmathematischer Modelle über Marktpreise gehandelter derivativer Instrumente (Swaptions, Caps, Floors etc.) ist ebenfalls ein inverses Problem.

## Lösungsansätze
Für inverse Streuprobleme vom Sturm-Liouville-Typ gibt es die Gelfand-Levitan-Theorie (1951), nach Israel Gelfand und Boris Levitan. Dazu zählen zum Beispiel Wellengleichungen mit Streupotential und die stationäre Schrödingergleichung mit Potential. Die Aufgabe besteht in der Rekonstruktion des Potentials aus den Streudaten.
Einige inverse Probleme führen auch auf Integralgleichungen vom Abelschen Typ.

### Allgemeine inverse Probleme
- Alfred Louis: Inverse und schlecht gestellte Probleme. Teubner, Stuttgart 2001, ISBN 3-519-02084-X.
- Andreas Rieder: Keine Probleme mit Inversen Problemen. Vieweg, Wiesbaden 2003, ISBN 3-528-03198-0.
- Albert Tarantola: Inverse Problem Theory. (als PDF), Society for Industrial and Applied Mathematics, Philadelphia 2005, ISBN 0-89871-572-5.
- Heinz W. Engl, Martin Hanke, Andreas Neubauer: Regularization of inverse problems. Springer Netherland, Berlin 1996, ISBN 0-7923-4157-0.

### Inverse Probleme in der medizinischen Bildgebung
- Frank Natterer: The Mathematics of Computerized Tomography. Society for Industrial and Applied Mathematics, Philadelphia 2001. ISBN 0-89871-493-1.
- Frank Natterer und Frank Wübbeling: Mathematical Methods in Image Reconstruction. Society for Industrial and Applied Mathematics, Philadelphia 2001, ISBN 0-89871-472-9.